# Pang pang krokodil
Pang pang krokodil var ett radioprogram, som sändes i Sveriges Radio P3 mellan 1987 och 1992. Thomas Gylling var programledare och spelade ny musik, nya ljud, dancehall, soca, house, latin, hiphop med mera.